# SN 2005cd
SN 2005cd – supernowa odkryta 16 maja 2005 roku w galaktyce IC 651. W momencie odkrycia miała maksymalną jasność 17,40m.